# فرانكو لايز
فرانكو لايز (بالإسبانية: Franco Leys)‏ هو لاعب كرة قدم أرجنتيني في مركز الوسط، ولد في 2 فبراير 1993 في San Lorenzo, Santa Fe ‏ في الأرجنتين. لعب مع نادي أتليتيكو كولون.

## وصلات خارجية
- فرانكو لايز على موقع قاعدة بيانات كرة القدم.إي يو (الإنجليزية)
- فرانكو لايز على موقع Soccerway.com (الإنجليزية)